# Subregión de los Ríos (Tabasco)

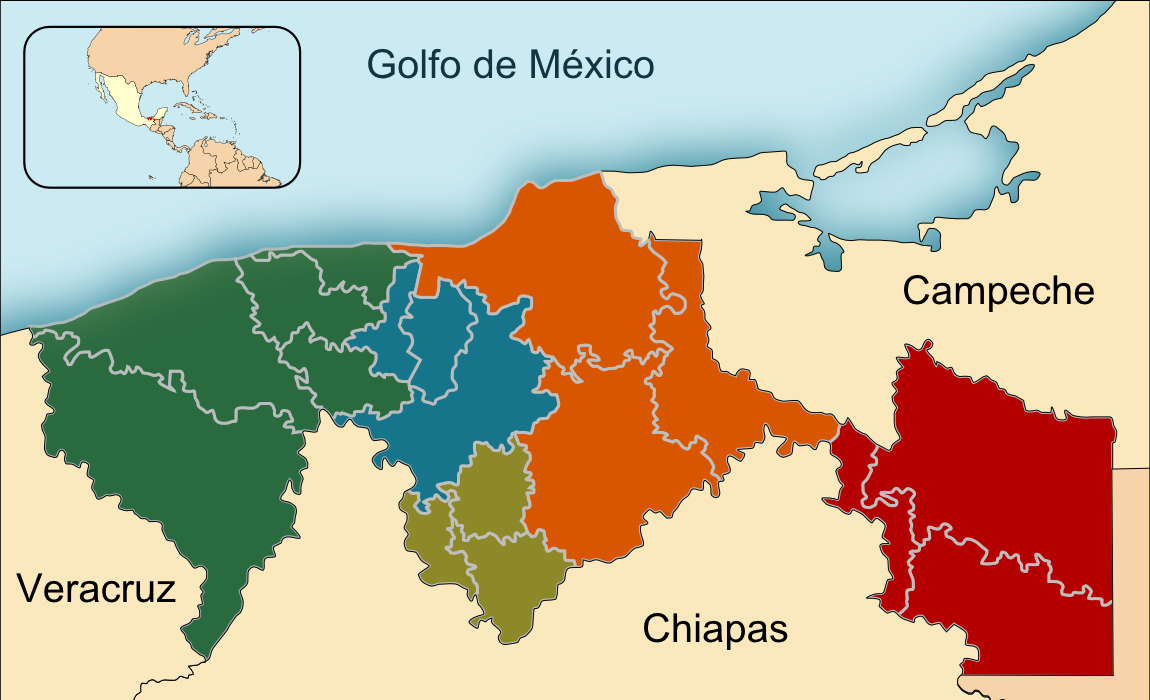
Subregiones productivas de Tabasco:
La Chontalpa
Centro
La Sierra
Pantanos
Los Ríos

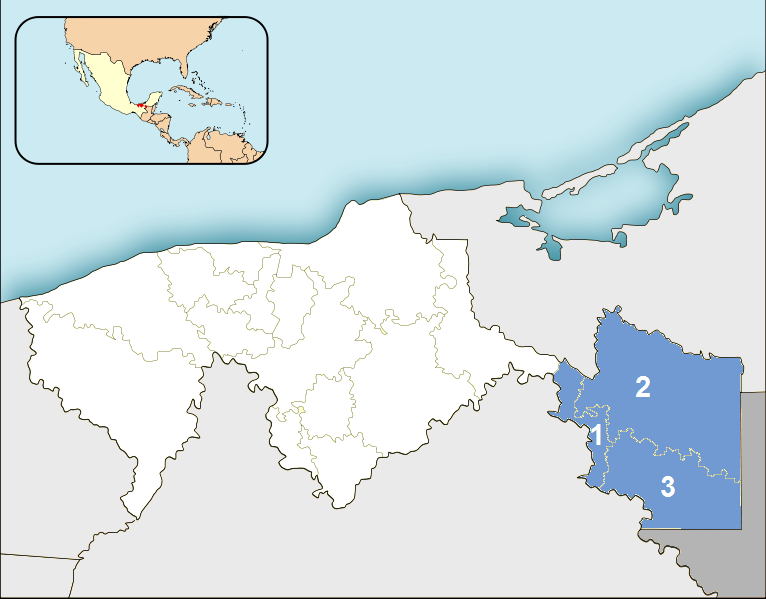
Municipios de la Subregión de Los Ríos: 1)Emiliano Zapata, 2)Balancán, 3)Tenosique.

Los Ríos es una de las regiones productivas en las que se divide el estado de Tabasco, en México. Toma su nombre de la gran cantidad de ríos que la cruzan, entre ellos, el río Usumacinta, el más caudaloso del país.
Esta subregión se encuentra dentro de la región hidrográfica del río Usumacinta; a la que también pertenece la subregión de los Pantanos. Su superficie es de 6234,2 km², lo que representa el 24,67 % del total del estado; y su población, según cifras del INEGI era de 136 723 habitantes en el año 2000, es decir, el 7,24 % de la población total de la entidad.
Está formada por tres municipios, los más orientales del estado: Balancán, Emiliano Zapata y Tenosique; aunque en algunos textos, en los que se sigue considerando la anterior división del estado en cuatro subregiones (no existía la subregión de los Pantanos), se incluyen los municipios de Centla y Jonuta, que se consideran pertenecientes a la subregión de los Pantanos.
- Datos: Q6134897